# Sulguni
Sulguni (gruzinsko სულგუნი, სულუგუნი sulguni, suluguni) je gruzijski nitasti sir iz slanice,  ki izvira iz regij Svaneti in Samegrelo. Po okusu gre za kisli, zmerno slani sir z drobnimi luknjicami in zmerno elastičnostjo. Običajne barve sulgunija so od povsem belih do bledo rumenih odtenkov. 
Za izdelavo sira se uporablja sirilo čistih kultur mlečnih bakterij. Sir je pripravljen za uživanje že po enem ali dveh dneh in je zelo priljubljen tudi na Kavkazu in v Rusiji.
Tipična oblika sira sulguni je ravni disk, debeline 2,5 do 3,5 centimetra. Običajna teža diska je med 0,5 in 1,5 kg, sir pa vsebuje 50 % vode in med 1 in 5 % soli. V povprečju vsebuje okoli 45 % suhe snovi. Viri iz 1970-ih let navajajo, da je proizvodnja sulgunija v Gruziji obsegala okoli 27 % proizvodnje vsega sira v republiki. Leta 1987 je bil sulguni s tržnim deležem 16,5 % tretji najbolj priljubljen sir v Sovjetski zvezi (za bryndzo in osetijskim sirom).

## Uporaba
V Gruziji se sulguni pogosto pripravlja ocvrt in za nadev jedem kot sta hačapuri in lobio. Za cvrtje se sir nareže na debele rezine, povalja v moki in ocvre v maščobi. Sir je ocvrt ko dobi rožnato barvo, najpogosteje pa se postreže s svežim paradižnikom. V Rusiji ocvrti sir pogosto zalijejo s stepenim jajcem in ga do konca spečejo v pečici.